# Stefan Sehler
Stefan Sehler (* 1958 in Nürnberg) ist ein deutscher Künstler.

## Leben
Sehler besuchte von 1979 bis 1986 die Kunstakademie Düsseldorf, wo er Meisterschüler von Günther Uecker war. In seiner Arbeit verbindet er Malerei mit Fotografie im Spannungsfeld zwischen Repräsentation und Abstraktion. Seine Plexiglas-Werke werden mit Gerhard Richters Spiegelbildern oder mit dem Werk Sigmar Polkes verglichen.
Sehler nahm an Gruppenausstellungen in Deutschland, Frankreich, Großbritannien, Italien, Schweden, Spanien, Ungarn und den Vereinigten Staaten teil. 2004 nahm er an der Biennale of Sydney teil, und 2008 an der Beijing International Art Biennale. 2009 hatte er eine Einzelausstellung im Musée d’Art Moderne et d’Art Contemporain von Nizza.
Sehler lebt und arbeitet in Berlin.

## Ausstellungen (Auswahl)

### Einzelausstellungen
- 2009: Musée d’Art Moderne et d’Art Contemporain, Nizza

### Gruppenausstellungen
- 1992: Der Teppich des Lebens, B.C. Koekkoek-Haus, Kleve
- 2004: Pacific Pearl 2. The Cross Art Project, Biennale of Sydney
- 2007: Kunst treibt Blüten, Schmuckmuseum Pforzheim
- 2008: 3. Beijing International Art Biennale
- 2010: Musée d’Art Moderne et d’Art Contemporain, Nizza
- 2010: Städtische Galerie Waldkraiburg